# Techy Fatule
Marielle Stephanie Fatule Baez (* 21. Februar 1987 in Santo Domingo), bekannt als Techy Fatule, ist eine dominikanische Sängerin, Komponistin und Schauspielerin.
Die Tochter des Sängers und Schauspielers Carlos Alfredo Fatule und der Fernsehmoderatorin Tania Báez trat bereits zweijährig an der Hand von Nuryn Sanlley in der Kindershow Papolino am Teatro Nacional de la República Dominicana auf. 1990 zog sie mit ihrer Familie nach Miami, wo im Folgejahr ihre Schwester Karla geboren wurde. Nach einem Vorsprechen trat Techy ab 1991 einige Jahre in der Rubrik Don Francisco con los niños im Programm Sábado Gigante auf. Daneben wurde sie auch als Gast in verschiedene Fernsehshows eingeladen.
1997 hatte sie bei der Verleihung der dominikanischen Premios Casandra einen Auftritt als Sängerin mit ihrem Vater. Darauf erhielt sie die Titelrolle in dem Kindermusical Alicia en el país de las maravillas (Alice im Wunderland), das 2000 als bestes Schauspiel für Kinder mit einem Premio Casandra ausgezeichnet wurde. Ab 2000 hatte sie unter anderem Rollen in Jesucristo Superstar und Evita, spielte die La Bella in Amaury Sánchez’ Produktion La Bella y la Bestia, die Lily St. Regis in Annie, die Deena Jones in Dreamgirls und die Maureen in RENT von Carolina Rivas und Luichy Guzmán. Alle diese Musical wurden als Beste Theaterstücke für die Premios Casandra nominiert. 2016 hatte sie die Rolle der Dilka in dem Stück Baño de Damas.
Fatule, die über großes Talent zur Parodie und humoristischen Darstellung verfügt, leitete 2008 den Intensive Stand Up Comedy Workshop am American Comedy Institute in New York und produzierte mit Gästen 2013 die erfolgreiche Show de Techy. Bei der Fundación Global y Desarrollo (FUNGLODE) absolvierte sie eine Ausbildung in den Fächern Radio- und Fernsehproduktion und Drehbuchschreiben für Spiel- und Kurzfilme und moderierte und produzierte dann im Rahmen desFernsehprogramms Hola Gente Segmente wie Gento como yo und La voz de la calle. 2011 übernahm sie in der Miniserie Mujeres Asesinas die Rolle der Forscherin Anita Sánchez. 2015 hatte sie ihre erste Spielfilmrolle in Roberto Ángel Salcedos Pal Campamento.
Nach einer frühen Gesangs-, Klavier- und Gitarrenausbildung hatte Fatule anderthalb Jahre am Berklee College of Music studiert und trat mit Kompositionen wie Yo que te di, Papi und Siento hervor. 2014 gab sie in sieben Monaten an 50 Orten eine Reihe von Livekonzerten unter dem Titel #Techyenvivo. 2016 veröffentlichte sie die Single Entregarte todo, die in weniger als drei Monaten mehr als eine Million Mal auf Spotify gestreamt wurde.